# Vallata (Italia)
Vallata (Vaddàta o Vaddàtë in dialetto vallatese) è un comune italiano di 2 441 abitanti della provincia di Avellino in Campania.

## Geografia fisica

### Territorio
Situata nell'Appennino Campano, il centro abitato di Vallata sorge su una collina a 870 metri di altitudine, a cavallo tra la valle dell'Ufita e la valle del Calaggio nel territorio della Baronia.

### Sismologia
Facente parte del distretto sismico dell'Irpinia, Vallata ha risentito dei diversi terremoti che hanno colpito il territorio nel corso dei decenni, come il terremoto del 1962 e quello del 1980, gli ultimi in ordine di tempo.
- Classificazione sismica: zona 1 (alta sismicità)

### Altre informazioni geografiche
Vallata, con circa 302 ettari di territorio, ricade all'interno della zona di protezione speciale dei Boschi e Sorgenti della Baronia, da cui si è sviluppato il relativo parco urbano intercomunale Boschi e Sorgenti della Baronia.

## Origini del nome
Riguardo al toponimo del paese, sono presenti due ipotesi: una prima riguarda la posizione geografica del centro abitato, che si sviluppa su una collina a cavallo tra due valli; secondo l'altra ipotesi, il nome del paese deriverebbe dalla posizione dei primi insediamenti, che si svilupparono nella parte bassa dell'attuale centro abitato.

## Storia
Alcune notizie di un insediamento denominato Vallata risalgono al Medioevo: sono stati ritrovati documenti in cui si fa riferimento a un tal "Ruggero da Vallata" nel 1111. Resti della cinta muraria testimoniano l'antica fondazione dell'insediamento. Alcuni reperti di recenti scavi, tuttavia, testimonierebbero la presenza di un insediamento già in età preistorica.
Nell'Ottocento il comune fece parte del circondario di Castelbaronia ricadente nel distretto di Ariano nell'ambito del principato Ultra all'interno del regno delle Due Sicilie. In epoca postunitaria Vallata fu parte del mandamento di Castelbaronia nell'ambito del circondario di Ariano di Puglia all'interno della provincia di Avellino.

### Simboli
Lo stemma del comune di Vallata è costituito da una palma di alloro contenente inferiormente due frecce, due spighe di frumento e tre fiori racchiusi in una forma ovoidale.
Il gonfalone è costituito da una corona turrita ricamata in filato dorato con chiaroscuri in seta con palma di alloro e quercia nella parte inferiore ricamata in seta sfumata con bacche in oro.

## Monumenti e luoghi d'interesse

### Architetture religiose

#### Chiesa madre di San Bartolomeo Apostolo
La chiesa madre è collocata nel centro storico di Vallata ed è dedicata al santo patrono Bartolomeo Apostolo: risalente all'anno Mille, secondo alcune ipotesi, è stata più volte ricostruita nei secoli a causa dei vari terremoti che hanno colpito il paese. L'interno si presenta con tre navate, di cui una laterale è interrotta dalla base del campanile, in stile romanico e con soffitto ligneo; al di sopra del maestoso altare maggiore è presente un'enorme tela raffigurante il martirio di San Bartolomeo, opera attribuita a Lanfranco, così come la statua del santo venerata nella stessa chiesa. L'altare del presbiterio è costituito da pezzi del vecchio altare; l'elemento più prezioso è, sicuramente, il sarcofago marmoreo su cui è presente un medaglione marmoreo del '700 di arte napoletana che raffigura il santo patrono. La facciata è caratterizzata da un artistico portale in pietra e da un grande rosone dal diametro di circa 3 metri raffigurante la Vergine Maria.

#### Chiesa di San Vito
La chiesa di San Vito si trova all'estremità sud del centro abitato ed è stata edificata presumibilmente tra il XIII e il XV secolo con pietre e calce. L'altare maggiore della cappella, in cui è custodita la statua del santo a busto intero, invece, è stato realizzato nel 1777, come riportato alla base, mentre gli altari laterali, dedicati a San Gaetano e Sant'Andrea, sono stati costruiti nel 1793. L'attuale aspetto della chiesa è dato da alcuni interventi di ristrutturazione fatti a partire dagli anni Novanta, che hanno permesso anche di riportare alla luce il rivestimento in pietre della struttura. Secondo la tradizione, la statua custodita nella cappella non viene mai portata in processione per paura che il santo si rivolti contro con una tempesta di pietre: per questo motivo, durante la processione, viene portata una statua a mezzo busto custodita nella chiesa madre.

#### Chiesa di Santa Maria
La chiesa di Santa Maria venne costruita agli inizi degli anni Trenta del Novecento sull'omonimo colle, a circa 950 metri slm, per volontà popolare, a seguito del ritrovamento sulla collina di alcuni reperti preziosi, tra cui un crocifisso e un quadro raffigurante la Madonna, entrambi risalenti al XV secolo, seguendo le indicazioni fornite da un certo Giovanni Antonio Crincoli, che le ricevette in sogno, secondo la tradizione, dalla Vergine stessa. Nei decenni successivi l'edificio è andato incontro a un rapido declino e rimanendo in uno stato di abbandono per i diversi anni; solo a partire dalla fine degli anni Novanta, grazie all'impegno di un comitato cittadino, cominciarono i lavori di ricostruzione e restauro della chiesa, finanziati totalmente dai cittadini tramite gli eventi che si tengono nel mese di Agosto sulla collina, come sagre ed eventi musicali.
All'interno della chiesa viene venerata una statua lignea della Vergine recentemente restaurata.
Altre strutture religiose presenti nel comune sono:
- Chiesa di Santa Maria Stella del Mattino, all'interno del complesso parrocchiale di San Bartolomeo Apostolo, inaugurato nel 2007;
- Chiesa di San Rocco, risalente al XVII secolo;
- Chiesa della Madonna dell'Incoronata, costruita nel 1726 ed ampliata nel 1928;
- Cappella laicale della Pietà: costruita nel 1752 in località Coste di Santo Stefano, è definita laicale poiché è stata fondata da privati e non fa del patrimonio ecclessiastico;
- Chiesa della Madonna del Carmine;
- Chiesa dell'Annunziata;
- Fontana delle Festole, antica fonte in pietra, sorge alle pendici del monte Santo Stefano ed è raggiungibile a piedi dal centro.
- "Battaglia del Chianchione", dipinto di Alfonso Cipollini, esposto nella sala del consiglio comunale.
- Belvedere di San Rocco: piazza posta a circa 900 metri slm, da cui si gode il panorama sul monte Santo Stefano e la valle dell'Ufita.

## Società

### Evoluzione demografica
Abitanti censiti

### Etnie e minoranze straniere
Al 31 dicembre 2021 vi sono 100 stranieri, pari al 3,94% della popolazione.

### Lingue e dialetti
Accanto alla lingua italiana, a Vallata è in uso una varietà del dialetto irpino.

### Religione
Il comune appartiene alla diocesi di Ariano Irpino-Lacedonia.

## Cultura

### Istruzione

#### Scuole
Sul territorio di Vallata l'unica istituzione scolastica presente è l'istituto omnicomprensivo "Giovanni Pascoli - Enrico Fermi", nato nel 2024 a seguito dell'accorpamento dell'ex istituto comprensivo Pascoli, formato da scuola materna, elementare e secondaria di I grado e con sedi distaccate nei comuni limitrofi, e dell'ex istituto di istruzione superiore Fermi, nato nel 1963 e autonomo dal 1970,  formato dagli indirizzi di Liceo Scientifico, CAT (Costruzione, ambiente e territorio) e AFM (Amministrazione, finanza e marketing) e ITI, quest'ultimo indirizzo con sede nel comune di Bisaccia. L'ex istituto superiore ha sede in un moderno campus di 18.000 m² situato in via Fontana: questo fu costruito a seguito del terremoto del 1980 e la sua costruzione fu finanziata dagli Stati Uniti di America.

### Cucina
Il prodotto tipico del paese è il caciocavallo, un formaggio vaccino a denominazione di origine protetta di forma ovale o tronco-conica con testina o senza.

## Geografia antropica
È il centro più popoloso della Baronia, sub-regione storica dell'Irpinia.

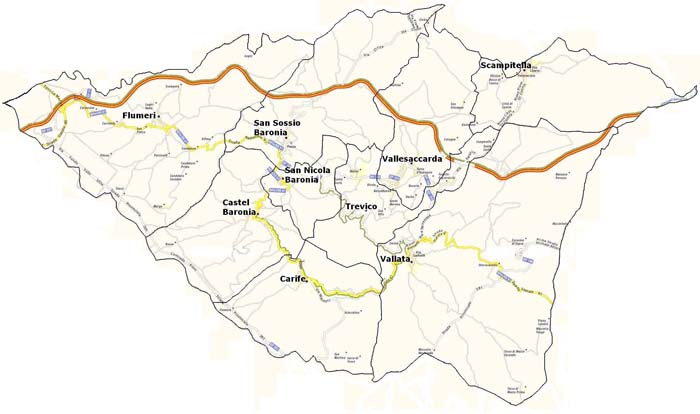
Mappa della Baronia

## Economia
L'economia del comune è basata prevalentemente sull'agricoltura (grano, prodotti caseari, vino, olio) e sul commercio (il mercato settimanale del giovedì è uno dei più grandi della Baronia). A partire dalla fine del XX secolo è stata sfruttata la caratteristica ventosità dell'altopiano del Formicoso in cui è insediato un ampio parco eolico.

## Infrastrutture e trasporti

Tracciato dell'autostrada A16

Il centro abitato è attraversato dalla ex SS 91 bis, ora strada provinciale, dove confluiva nella ex SS 91 della Valle del Sele. Vallata è servita dall'omonimo casello autostradale dell'A16 Napoli-Bari in località Maggiano-Santa Lucia: dista circa 6 km dal centro abitato.

## Amministrazione
| Periodo | Periodo   | Primo cittadino           | Partito      | Carica                  | Note          |
| ------- | --------- | ------------------------- | ------------ | ----------------------- | ------------- |
| 1944    | 1946      | Cornacchia Adelchi        |              | Sindaco                 | [ 16 ]        |
| 1946    | 1946      | Rossi Giuseppe            | nessuno      | Commissario prefettizio |               |
| 1946    | 1955      | Tanga Pasquale            |              | Sindaco                 |               |
| 1955    | 1956      | Sauro Vito                |              | Sindaco                 |               |
| 1956    | 1960      | Batta Leonardo            | PSI          | Sindaco                 |               |
| 1960    | 1966      | Tanga Alfonso             | DC           | Sindaco                 |               |
| 1966    | 1968      | Gerundo Gabriele          | DC           | Sindaco                 |               |
| 1968    | 1970      | Tanga Alfonso             | DC           | Sindaco                 |               |
| 1970    | 1975      | Tanga Gabriele            | DC           | Sindaco                 |               |
| 1975    | 1978      | Branca Angelo             | PCI-PSI      | Sindaco                 |               |
| 1978    | 1980      | Palumbo Giuseppe Vito     | PCI-PSI      | Sindaco                 |               |
| 1980    | 1985      | Pavese Pasquale           | DC           | Sindaco                 |               |
| 1985    | 1986      | Tarchini Camillo          | DC           | Sindaco                 |               |
| 1986    | 1990      | Toto Michelangelo         | DC           | Sindaco                 |               |
| 1990    | 1999      | Zamarra Pasquale          | lista civica | Sindaco                 | [ 17 ]        |
| 1999    | 2009      | Casarella Carmine Michele | lista civica | Sindaco                 | [ 18 ] [ 19 ] |
| 2009    | 2012      | Zamarra Francescantonio   | lista civica | Sindaco                 | [ 20 ]        |
| 2012    | 2013      | Troisi Vincenzo           | nessuno      | Commissario prefettizio |               |
| 2013    | in carica | Leone Giuseppe            | lista civica | Sindaco                 | [ 21 ] [ 22 ] |

### Altre informazioni amministrative
Il comune fa parte della comunità montana dell'Ufita.

## Sport
Ha sede nel Comune la società di calcio ASCD Vallatese, fondata nel 2013 e militante nel campionato di Prima Categoria Campania nella stagione 2020-2021.

### Impianti sportivi
- Stadio comunale ''San Vito''
- Campi sportivi località ''Spannitoio'' (campi regolamentari di tennis e calcio a 5)
- Centro sportivo ''Santa Lucia'' - località Santa Lucia